# I simili
I simili (Los Parecidos) è un film del 2015 diretto da Isaac Ezban.
Thriller soprannaturale messicano con protagonisti Gustavo Sánchez Parra, Cassandra Ciangherotti, Fernando Becerril, Humberto Busto, Carmen Beato, Santiago Torres e María Elena Olivares. Il film è stato premiato al Fantastic Fest nel settembre 2015 e pubblicato in Messico nell'ottobre 2016.

## Trama
Le vicende di un gruppo di persone bloccate da un uragano all'interno di una stazione degli autobus. Nel corso della nottata assisteranno a un fenomeno inspiegabile: la loro fisionomia si trasforma in quella del protagonista, Ulises.